# T-80
El T-80 és un tanc de guerra que va ser dissenyat en la Unió Soviètica i va entrar en servei oficial el 1976. Al seu torn, el T-80 va ser un desenvolupament del T-64, i a més va ser el primer tanc de guerra de producció massiva en ser equipat amb una turbina de gas en el motor per a la propulsió central (el Stridsvagn 103 usava una turbina de gas suplementària l'any 1971). Un derivat avançat, el T-84, continua sent produït a Ucraïna. El T-80 i les seves variants estan en servei en Belarús, Pakistan, Rússia, Corea del Sud i Ucraïna.

## Història de producció
El T-80 ha estat confós per alguns analistes occidentals amb el T-72 soviètic, però un ràpid repàs dels tancs Soviètics i les seves històries donen claredat: el T-80 i el T-72 són molt diferents mecànicament. Cada un d'ells és el producte de dues oficines de disseny diferents (el T-80 ve de la SKB-2 design bureau de la Kirov Factory a Leningrad (actualment Sant Petersburg), i el T-72 ve d'Uralvagonzavod en Nizhny Tagil, Rússia), i són similars únicament en l'aparença general. El T-80 està basat en l'antic T-64 i incorpora característiques del T-72, que era un disseny complementari.
El T-64 va ser el disseny primitiu del KMDV, de la Morozov Design Bureau, un tanc d'alta tecnologia que reemplaçaria als obsolets tancs pesats IS-3 i T-10, usats en les operacions individuals de l'Exèrcit Roig. El T-72 va ser dissenyat per ser un tanc de producció en massa que equiparia a les Unitats d'Infanteria Cuirassada soviètics, i per ser exportat a països del bloc de l'est. El tanc T-72 mecànicament simple és més fàcil de fabricar, i és més simple en cas de realitzar-li manteniment en el camp de batalla.
La història del T-64 continua amb el T-80. L'oficina de disseny de Leningrad va millorar el disseny inicial, introduint-ne en el model vell una turbina de gas al motor, i incorporant components de la suspensió del T-72. Això li va donar al tanc una bona relació entre pes i velocitat, convertint-lo al tanc més movil en servei, encara que amb alguns problemes de rang, ja que la turbina consumi grans volums de combustible encara quan el tanc no es troba en moviment. (Posteriorment Morozov va canviar la turbina de gas per un motor dièsel en el disseny del T-T-80UD, per economitzar combustible i simplificar el manteniment.)
Mentre que el M1 Abrams posseeix també una turbina de gas d'1,500 hp (1,120 kW), el T-80 té pràcticament la meitat de la seva mida i pes; per tant la seva maniobrabilitat és tal que se'l sol anomenar el "tanc volador". El T-80 pot disparar pel seu canó els mateixos 9K112 Kobra míssils antitancs guiats que el T-64.
El tanc principal de batalla T-80 U (1985, "U" per uluchsheniye millora) va ser dissenyat per SKB-2 a Leningrad (cos) i el Morozov Bureau (torreta i armament). La seva planta motriu és una turbina de gas de 1.250 cv (919 kW) GTD-1250. El que representa un avenç respecte als motors GTD-1000 T i GTD-GTD-1000TF que es va instal·lar en els models previs de la linea T-80. Aquesta turbina de gas pot utilitzar combustible d'aviació com a també dièsel i gasolina de baix octanatge, té una bona estabilitat dinàmica, vida útil, i alta confiabilitat. La turbina de gas GTD-1250 té un sistema automàtic incorporat per a remoció de dipòsits de pols. Tanmateix encara posseeix l'alt consum de combustible del T-80, el que va ser inacceptable per a l'exèrcit rus durant els conflictes en Txetxènia. El T-80 U es troba protegit per una armadura explosiva reactiva de nova generació anomenada Kontakt-5, que es troba integrat al disseny de la torreta i el cos, i equipament Brod-M per a travessar rius profunds. Pot disparar el nou míssil guiat 9M119 Refleks. La metralladora del comandant accionada per control remot s'ha reemplaçat per una de tipus més flexible muntada en un pedestal.
Rússia s'ha mostrat t'endent d'abandonar al T-80 pel seu alt consum de combustible i per a l'estandardització en favor del T-90 de la fàbrica de Uralvagonzavod, derivat del T-72, el qual s'ha exportat en grans quantitats a l'Índia. La fàbrica d'Omsk a Sibèria, depenent en gran manera de la producció militar, va quedar arruïnada després de la desaparició de l'URSS i la dramàtica reducció de pressupost per a defensa, de manera que amb prou feines va poder avançar en el desenvolupament del T-80, mentre que Uralvagonzavod, amb una producció més diversificada, va aconseguir mantenir una productivitat acceptable. Amb tot, Rússia ha exportat diversos T-80 a Xipre, Corea del Sud i la Xina, i ha realitzat demostracions de versions per a exportació com el T-80 UM 1 amb blindatge reactiu, i l'avançat T-80 UM 2 Black Eagle.

## Disseny
Un dels avantatges característics del T-80 és la seva petita mida (almenys la meitat o tres quarts del M1 Abrams, depenent de l'aspecte) i volum intern òptim (potser la meitat del M1, però una mica més d'espai per a l'equip que en el T-72). Això dona una bona proporció entre volum i blindatge.
Excepte en la versions més modernes del tanc (com per exemple el T-84 Oplot), la munició és emmagatzemada a la zona més protegida - immediatament sota de la tripulació dins de l'habitacle al dispositiu de càrrega automàtica. Aquesta característica té|posseeix el desavantatge que si el tanc és penetrat per un míssil, la munició pot detonar induïda per l'alta temperatura que es produeix a l'habitacle, matant la tripulació i fent volar la torreta pels aires. En la majoria dels tancs occidentals, com el M1 Abrams, sol una part de la munició s'emmagatzema dins de l'habitacle i podria també detonar; tanmateix, per protegir la tripulació aquesta munició en general s'emmagatzema en un compartiment a prova d'explosions proveït de plafons expulsables en cas que es pugui fer que se'l detoni. El dispositiu de càrrega automàtica té una velocitat de recàrrega de projectils entre 7,1 segons i 19,5 segons depenent de la posició inicial del dispositiu.

## Modificacions

### Sovitics i Russos
- T-80: Model inicial, amb motor de turbina de gas de 1.000 CV, telèmetre de coincidència i sense capacitat de míssils. Aquest model no té accessoris per a blindatge reactiu explosiu. La torreta és de la T-64A i, per tant, conserva l'ús de l'antic telèmetre de coincidència. Les característiques d'aquest tipus són el deflector d'aigua en forma de V en el glacis frontal, el telèmetre de coincidència davant de la cúpula del comandant, i el reflector Luna muntat en la mateixa posició que un T-64. Es van produir al voltant de 250, ja que l'armadura del tanc era essencialment obsoleta quan es va introduir. Aquest va ser, en efecte, un model de preproducció. Segons els informes, es va equipar amb una versió primerenca de l'APS Shtora-1.
- T-80B: El seu model tenia una nova torreta amb blindatge compost millorat, telèmetre làser, nou sistema de control de foc, nou autocarregador i sistema de llançamíssils capaç de disparar un míssil guiat antitanc 9k112 Kobra a través del canó de l'arma.[1] Un motor millorat, de 1.100 CV, va ser afegit el 1980, un nou canó el 1982. Una vista nocturna TPNZ-49 en mode actiu va arribar a 1.300 m i una passiva de 850 m.[2]
  - T-80B obr.1980: T-80B amb un nou motor de turbina de gas GTD-1000TF de 1.100 CV (820 kW).
  - T-80BK: Tanc de comandament T-80B equipat amb ràdio R-130 addicional, conjunt de navegació TNA, una antena de 2n fuet i un pal telescòpic. No disposa del sistema 9K112.[3]
  - Object: 785: Va ser un tanc de batalla principal experimental soviètic construït a finals dels anys setanta.[4] Era una variant millorada del T-80B, amb set rodes de carretera.[5]
- T-80A: Un desenvolupament posterior del T-80B. Va ser desenvolupat a finals de la dècada de 1970 i el primer model va ser produït el 1982. Va ser un intent de proporcionar al tanc T-80B un blindatge i potència de foc millorats. Utilitza motor de turbina de gas GTD-1000M de 1.200 hp. Té el sistema 9K119 que li permet disparar 9k119M Refleks-M usant el canó del tanc. També tenia diverses muntures de pintle per a la metralladora pesada NSVT i altres millores. La càrrega de l'ammo per a canons de 125 mm va ser incrementada considerablement en comparar-la amb la T-80B (T-80B 38, T-80A 45). Té algunes característiques del futur T-80U incloent la nova torreta amb blindatge més fort i equipada amb un nou sistema de control de foc amb la vista de l'artiller 1G46. No obstant això, a causa de totes aquestes millores, la T-80A és de 2,8 tones més pesades que la T-80B. Mai va sortir de l'etapa del prototip i es va desenvolupar com a T-80U.
  - T-80A obr.1984: Amb blindatge reactiu explosiu ERA Kontakt-1. El model amb Kontakt-1 de vegades s'anomena T-80AV. La principal diferència externa amb el T-80BV és la manca de capsa d'orientació de míssils Kobra davant de la cúpula de comandants.
  - T-80AK: Versió de comandament del T-80A.
  - T-80AK obr.1984: T-80AK amb blindatge reactiu explosiu ERA Kontakt-1. El model amb Kontakt-1 de vegades s'anomena T-80AKV.
- T-80BV: T-80B amb blindatge reactiu explosiu Kontakt-1. Els llançagranades de fum van ser desplaçats des d'un costat i l'altre de l'armament principal cap a l'altre costat de la torreta i col·locats entre el costat de la torreta i els panells ERA. A la torreta del T-80BV, els panells s'uneixen per formar una forma de xevró poc profund. L'ERA també s'adapta a la part davantera del sostre de la torreta per proporcionar protecció contra els atacs des de dalt. Mentre que l'ERA proporciona un alt grau de protecció contra l'ATGM de la seva època, que es basava en un capçal HEAT per penetrar l'armadura sobre l'arc frontal, no proporciona cap protecció addicional contra l'APDS o l'AFPSDS. Els vehicles que es van construir primer durant algun temps no tenien l'ERA a causa de problemes de subministrament. Alguns tancs T-80BV han estat equipats amb solapa de pols sota placa glacis i alguns d'ells van ser equipats amb una sola línia d'ERA al llarg de la part superior del casc.[3] Una versió de producció tardana tenia una torreta nova similar a la T-80U però amb l'ERA Kontakt-1. Hi ha un nou canó 2A46M-1 amb un sistema de 9K112 Kobra capaç de disparar l'ATGM Kobra de 9M112M millorat a través del canó de canó.
  - T-80BVK: Segons T-80BK però amb ERA. Els primers models eren només tancs T-80BK amb l'era. Els models posteriors van ser tancs T-80BV amb equips de comunicacions addicionals i una antena.[6]

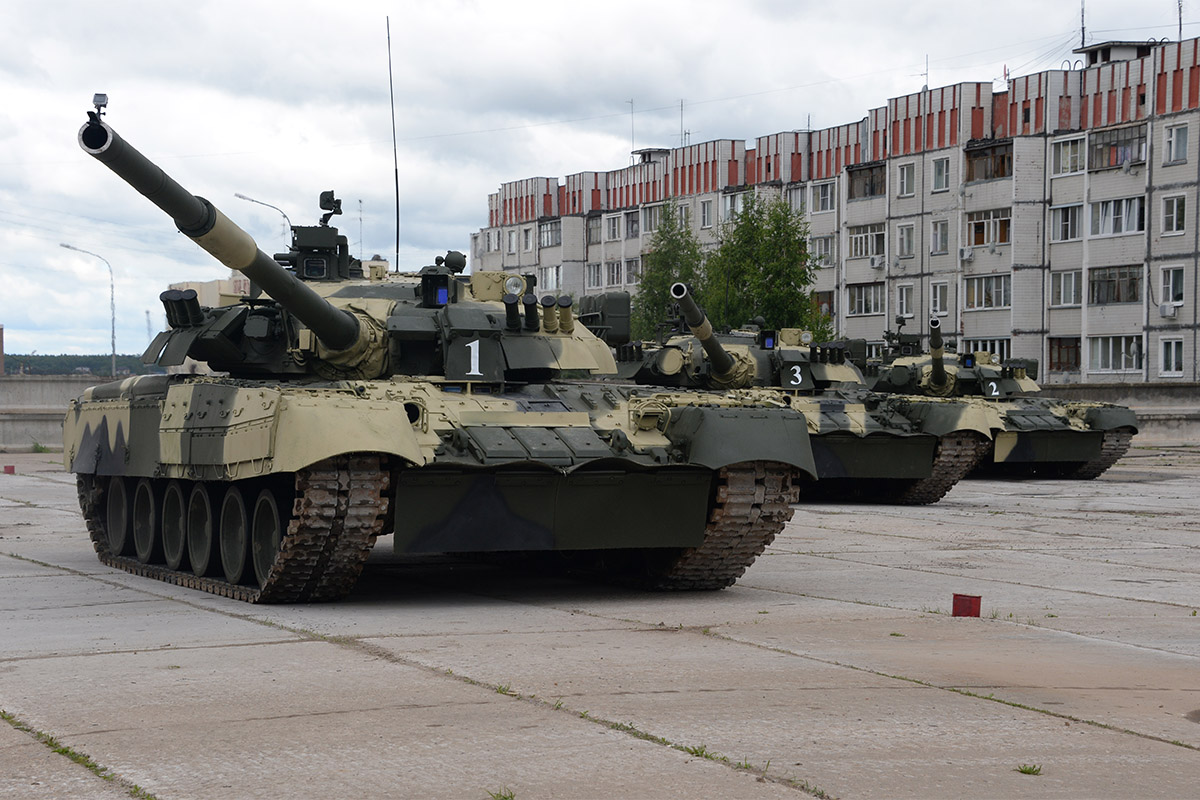
T-80U

- T-80UT-80U: Un desenvolupament posterior del T-80A. Es produïa com un vehicle nou, res a veure amb els tancs vells d'emmagatzematge. Aquesta versió té un nou motor de turbina de gas multi combustible de 1.100 CV (820 kW) GTD-1000F i una nova torreta amb armadura composta millorada. El T-80U també va rebre una coberta de motor diferent. Una protecció addicional és proporcionada pel blindatge reactiu explosiu ERA Kontakt-5 i la Shtora-1 APS. Hi ha el mateix canó 2A46M-1 que en el T-80BV, però amb un nou sistema que permet disparar ATGM 9K120 Svir i 9K119 Refleks a través del canó. També la metralladora pesant NSVT de 12,7 mm va rebre la capacitat de ser disparada des de dins de la torreta amb un ús d'un comandament remot que funciona de manera similar al del T-64. Nou sistema de control d'incendis 1A45 Irtysh amb 1V528-1 computador balístic. Vista nocturna de Buran-PA per a artiller. PNK-4S visió de dia/nit per al comandant. El reflector infraroig "Luna" muntat a la cúpula del comandant. Igual que tots els models anteriors del T-80, el T-80U té faldilles laterals de goma de longitud completa que protegeixen els costats, però les que estan per sobre de les tres primeres rodes de carretera estan blindades i estan proveïdes de mànecs d'elevació. També hi ha elements de goma instal·lats sota el glacis frontal que proporcionen protecció addicional contra les mines amb fusibles de vareta basculant i caps de calor. Els elements de la faldilla davantera estan blindats i es munta una capa d'absorció de radiació a l'interior i a l'exterior de l'armadura. El sostre de la torreta entre les escotilles del comandant i l'artiller ha estat dotat de protecció addicional contra l'atac des de dalt. La protecció del conductor, especialment contra les explosions de mines, es reforça mitjançant la suspensió del seient del conductor del sostre del casc. Dos grups de quatre Tucha de 81 mm 902B operats elèctricament són muntats a cada costat de la torreta. La primera versió de producció de T-80U encara utilitzava l'ERA Kontakt-1. Una pintura especial de camuflatge distorsiona l'aparença del tanc en les bandes d'ona visibles i IR. La Unitat de Potència Auxiliar GTA-18A s'usa quan el motor està apagat. La versió de producció tardana tenia un motor de turbina de gas multicombustible GTD-1250D més potent i l'snorkel "Brod-M"[7]
  - T-80U obr.1992: T-80U amb motor millorat de turbina de gas multicombustible 1.250 hpGTD-1250.
  - T-80UM: Versió moderna del T-80U. Modernització de 1995. Versió russa amb un nou sistema d'armes per a l'ATGM de 9K119M Refleks-M, nova visió d'imatge tèrmica "Agava-M1" (opcionalment "Agava-2" o "Buran-R") a causa de la qual s'ha eliminat l'IR L-4 "Luna"[8]
    - T-80UM-1 Bars: Prototip rus de 1997 amb nou sistema de protecció actiu Arena.[8]
    - T-80UM-2: Prototip rus amb el sistema de protecció activa KAZT Drozd.[8]
    - Black Ealge: (Chorny Oryol) Una sèrie de prototips de demostració russos amb nova torreta incloent tripulacions separades i compartiments de munició, panells d'explosió en el compartiment de munició, nou autocarregador, ERA Kaktus, nous sistemes d'orientació, i altres millores no revelades. S'han demostrat sis i set versions d'eix.

  - T-80UK: Versió comandament, equipada amb ràdios R-163-50K i R-163-U addicionals, sistema de navegació terrestre TNA-4, sistema de contramesures Shtora-1, dispositiu electrònic d'instal·lació de fuga que permet l'ús d'"Ainet" de metralla rodona, un sensor meteorològic, receptors d'avís làser, visió tèrmica "Agava-2", que proporciona un rang d'adquisició nocturn de 2.600 metres, control d'incendis i APU. Es va convertir en el principal tanc d'exportació rus en la dècada de 1990. Pot ser fàcilment reconegut per caixes EO a la part davantera de la torreta a banda i banda de l'armament principal i múltiples antenes de ràdio.[7]
  - T-80UE: Versió d'exportació del T-80U amb alguns dels equips del T-80UK (incloent el sistema de contramesures electroòptiques Shtora-1). A diferència del T-80U, no té la metralladora pesada antiaèria muntada a la cúpula del comandant, en comptes d'això té muntures de pintle a les quatre cantonades de la torreta permetent canviar la seva posició.
  - T-80UD - Disseny Ucraïnès amb motor dièsel, exportat al Pakistan.
  - T-80UK, T-80UDK - Versió de comando, amb visió infraroja, GPS, APS i altres equips addicionals, tanc d'exportació en els anys 1990.
  - T-80UM2 - Prototip rus amb blindatge de protecció Drozrd-2. Un dels quals ha sigut destruït a Ucraïna.[9]
  - Object 292: Va ser un tanc experimental amb xassís del T-80U amb una torreta T-80BV que es va enfilar a un canó de 152 mm.
- T-80BVM: La idea era fer-lo compatible amb els tancs T-90M (mateix canó, munició, ATGM, ERA, etc.) per tal de posar menys tensió a les línies de subministrament. La nova ERA de "Relikt" a la torreta i el casc (front i costats), va augmentar la protecció contra les mines terrestres. Les pistes més antigues van ser substituïdes pel nou disseny universal de doble agulla. Nou canó 2A46M-5 125mm amb nova munició antitanc Svinets-1 (tungstè) i Svinets-2 (urani empobrit). El sistema 9k119M Refleks-M de s'utilitza per llançar l'ATGM a través del canó de canó. 1A45T va millorar el sistema de control de foc "Irtysh" (de la T-90A) amb la nova visió de l'artiller Sosna-U. Nova vista panoràmica per al comandant. Nova comunicació per ràdio. Motor de turbina de gas actualitzat.[10] Torreta vella retinguda, transmissió manual, sense APS, sense navegació GLONASS. Opcional "hard kill" APS Arena-M.
  - T-80BVM obr. 2023: El 10 de setembre de 2023, les Forces Armades de Rússia van donar a conèixer el model més nou de T-80BVM. Omsktransmash està a punt per produir 152 T-80BVM Obr. 2023 tancs, 15 dels quals ja han estat transportats cap a les línies del front a Ucraïna.[11] L'actualització inclou armadura reforçada de "gàbia de cop" a la part superior i armadura de lama a la part posterior. Una altra addició important és la col·locació de dos jammers electrònics antidron Volnorez, amb dues antenes omnidireccionals. Aquestes antenes estan basades magnèticament, la qual cosa permet muntar-les sense modificacions estructurals. Tenen un radi de supressió efectiu d'1 km.[12] Un altre canvi és la reelaboració de la transmissió, que permet una velocitat inversa especificada de més de 20 km/h, que és més ràpida que les variants més antigues.[11]

### Ucraïna
- T-80UD: Versió ucraïnesa amb motor dièsel del T-80U, amb motor 6TD de 1.006 CV (750 kW), i una nova torreta soldada. La primera versió de producció va utilitzar l'ERA Kontakt-1, que més tard va ser substituïda per l'ERA Kontakt-5.[13]
  - Object 478DU2: Desenvolupament del T-80UD, que va provocar una família del T-84.

## Variants

### Soviètics i Russos

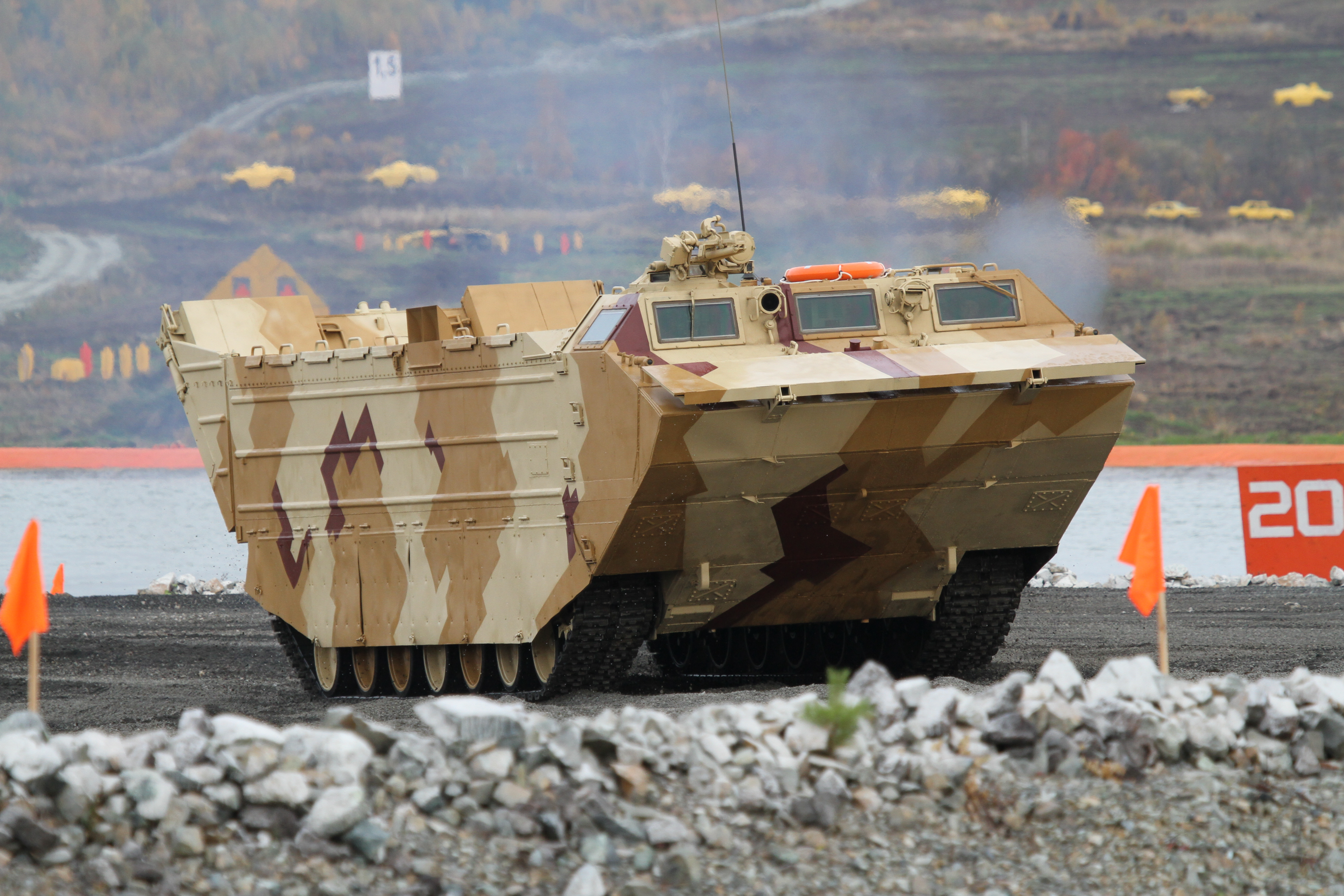
Un PTS-4

- BREM-80U - ARV basat en el T-80U, amb una grua de 80 tones, aparentment molt potent (en comparació amb antics ARVs Soviètics que tenien grues de menor tonatge).
- 2S7 Pion: Obús d'artilleria autopropulsada de 152 mm basat en l'engranatge T-80 i el motor dièsel T-72

- 2S19 Msta-S: Obús d'artilleria autopropulsada de 152 mm basat en l'engranatge T-80 i el motor dièsel T-72.
- BTU-80: Dozer basat al T-80
- MTU-80: Vehicle llança ponts basada en el xassís T-80.
- PTS-4: Transportador de càrrega amfibi basat en el T-80.
- Ladoga: Inicialment anomenat Debut, aquesta APC està dissenyat per a l'evacuació del govern soviètic del Kremlin a l'aeroport sota atac nuclear/químic/biològic. Ladoga utilitza vies del T-80U, així com sistema de suspensió i planta d'energia de gas-turbina. La tripulació és de 2 soldats. També disposa d'una cabina de quatre places equipada amb instal·lacions de suport vital per a la tripulació per a protegir els passatgers de la contaminació radiològica, química i bacteriològica del medi ambient.

### Ucraïna
- BREM-84: Ucraïnès ARV, basat en el T-80UD però alimentat pel motor 6TD-2 del T-84.

## Operadors

### Actuals
- Belarús: Hi havia 95 T-80U en servei el 2000, i 69 el 2015. Cap en servei en 2022.[14]
- Xipre: 27 T-80U i 14 T-80UK van ser ordenats el 1996 des de Rússia. El 2010, 27 T-80U i 14 T-80UK més van ser lliurats des de l'excedent rus.[15]
- Pakistan: 320 T-80UD van ser ordenats el 1996 des d'Ucraïna i lliurats entre 1997 i 1999.[16]
- Rússia: 100 T-80BV/U i 100 T-80BVM en servei actiu. 5000 Tancs de tot tipus emmagatzemats, incloent-hi T-80, T-80B i T-80U.[17]  194 Els lliuraments de T-80BVM continuen a finals de 2023.[18]
- Corea del Sud: 33 T-80U van ser lliurats a Corea del Sud de 1995 a 1997, com a part del pagament del deute incorregut durant l'era soviètica. Dos T-80UK van ser adquirits de Rússia el 2005.[19] A diferència de l'altra versió d'exportació degradada, Corea del Sud va rebre el lot construït per a l'ús domèstic del llavors soviètic. Moscou estava buscant la possibilitat del seu retorn el 2016.[20]
- Ucraïna: 80 T-80BV/BVM/U/UK en servei.[17] 345 T-80U i T-80UD estaven en servei el 1995,[21] 320 es van vendre a Pakistan.[19] El tipus es va retirar finalment, però després de la invasió russa d'Ucraïna el 2014, es van fer plans per renovar fins a 100 per a les forces aerotransportades d'Ucraïna.[22] El 2022, la majoria de les brigades aerotransportades ucraïneses tenien empreses independents de tancs T-80BV adjunts.[23]
- Egipte: 14 T-80UK i 20 T-80U comprats el 1997.[24]
- Iemen: Va rebre 31 T-80U de Rússia el 2000. Es van inclinar 66 T-80BV de Bielorússia.
- Uzbekistan: Nombre desconegut de T-80BV.[25]

### Possibles
- República Popular de la Xina: Algunes informacions afirmen que Rússia ha signat un contracte amb la República Popular de la Xina per vendre 200 tancs T-80U en 1993. Però només es van comprar 50 T-80U per raons desconegudes.[26][27] Aquests T-80U només s'utilitzen per a proves i avaluació com a mostres de referència per al desenvolupament dels seus tancs domèstics.[28] No obstant això, no hi ha informació oficial que pugui demostrar aquesta situació des de la Xina.[26]

### Exoperadors
- Unió Soviètica: Van passar als estats successors.
- Kazakhstan: 4-5 T-80U utilitzats per a l'entrenament a l'escola militar de la ciutat de Karaganda.

### Intents fallits
- Grècia: El T-80U va participar en la licitació per Grècia, però va perdre contra el Leopard 2A6.
- Malàisia: El T-80UD va prendre part en la licitació per a l'Exèrcit de Malàisia, però va perdre contra el PT-91M Pendekar.
- Suècia: Dos T-80U van ser jutjats a Suècia el 1993-1994 com un potencial MBT secundari per a brigades mecanitzades, però van perdre contra el Leopard 2A4. El T-80U també va ser conegut per la seva designació sueca d'Hotstrv VII ("Threat tank 7").[29]
- Turquia: El T-80U va participar en la licitació per a Turquia, però va perdre contra el Leopard 2A4.

## Conflictes en què ha intervingut

### Crisi constitucional russa de 1993
El 4 d'octubre de 1993, sis tancs T-80UD del 12è Regiment de Tancs de la Guàrdia des del pont de Kalinin cap a les 12 del migdia van obrir foc contra l'edifici del Consell Suprem de la Federació Russa. Es van disparar un total de 12 obusos, inclosos 2 subcalibres perforants i 10 de fragmentació explosiva. Durant l'execució, els tancs van ser dirigits pel general de divisió Evnevich Valeri Gennadiévitx. Com van dir més tard els oficials de tancs, per un dia de participació en l'execució del Soviet Suprem, se'ls donava tres sous mensuals.

### Guerres txetxenes
Els experts i analistes militars, inclòs l'investigador occidental SK Au-Yeong, assenyalen l'ús infructuós del T-80 a la Primera Guerra Txetxena, les pèrdues del T-80 es diuen "catastròfiques" i "inusualment grans", desenes. Dels T-80 van ser destruïts amb l'ajuda de RPG-7V i RPG-18, la raó donada és la mala formació de les tripulacions, les tàctiques fallides d'ús de tancs, així com l'alta moral dels separatistes txetxens. S.K. Au-Yong també va dir que les tropes federals es van oposar per bandes armades només amb armes lleugeres. Els dudayevites tenien unes 80 peces d'artilleria pesant, uns 30 tancs, ATGM moderns i llançagranades. D'altra banda, les forces federals van desplegar inicialment uns 230 tancs, inclosos 71 T-80.
El T-80 va entrar en combat per primera vegada el 24 de desembre de 1994 com a part del grup de forces Vostok. Els tancs estaven en servei amb el 133è Batalló de Tancs de la Guàrdia del qual tres companyies tenien 40 T-80: 36 T-80BV, tres T-80B i un T-80K. El 28 de desembre van alliberar l'aeròdrom de Khankala dels separatistes. 4 tancs T-80 van ser inhabilitats durant aquesta batalla, només dos d'ells per foc enemic, dues tripulacions de tancs van morir (només un dins del tanc).
El matí del 31 de desembre va començar l'assalt a Grozny, uns 65 tancs T-80 van participar en l'assalt (el batalló 133 del grup Est - fins a 37 tancs i el 3r batalló del 81è regiment de fusells motoritzats de la guàrdia). Grup nord - 31 tancs). Durant l'inici de l'assalt, el T-80BV del 133è batalló sota el comandament del Sr. S. Kurnosenko va destruir dos tancs Dudàiev T-72A. Els T-80 del 3r batalló van rebre l'encàrrec d'agafar la ruta aèria del nord i l'estació. El tanc núm. 186 va ser volat per una poderosa mina terrestre i va perdre tota la seva tripulació; aquesta va ser l'única vegada que va morir tota la tripulació d'un T-80. En entrar a l'avinguda Ordzhonikidze, diversos T-80 del 3r batalló es van dirigir a la rereguarda dels separatistes a gran velocitat i van destruir una bateria de rifles sense retrocés. Els avantatges del motor "80" van tenir efecte; el soroll de l'operació en condicions de batalla era inaudible des del front. A l'avinguda, camions que transportaven separatistes van rebre el foc dels canons de tancs de la part posterior, que els va agafar per sorpresa, van començar a abandonar els seus cotxes i es van escampar pels edificis. A l'àrea de l'estació, el T-80BV núm. 180 va ser colpejat, el tanc va rebre 3-4 cops dels tancs de Dudàiev (cap a un obús va penetrar a l'armadura) i 3-4 cops d'altres PTS, un petrolier va morir. Al mateix lloc, es van produir diversos enfrontaments entre tancs i canons antitanc separatistes; diversos tancs, així com diversos canons, van quedar inhabilitats. El foc dels tancs T-80 núm. 185 i núm. 189 suposadament va destruir dos tancs separatistes.
La intensitat dels combats s'indica pel nombre de trets disparats pels tancs T-80. Cada tanc del 133è batalló va disparar de 800 a 1.500 cartutxos durant el primer mes i mig. En total, durant la captura de Khankala i l'assalt a Grozni des de finals de desembre fins a principis de març, el batalló 133 va perdre irremeiablement 12 tancs T-80BV, altres 12 van ser enviats a una planta de reparació, el 3r batalló de la 81a brigada va perdre sis T-80BV, altres 19 van ser enviats a buscar reparacions, alguns dels tancs enviats a reparar estaven en condicions de combat, és a dir, el nombre de discapacitats era menor.
Els tancs T-80 van participar en les batalles de Grozny l'agost de 1996. El 10 d'agost, la 3a companyia del batalló 133 va entrar a la batalla prop del centre de coordinació del Ministeri de l'Interior. Un tanc T-80 sota el comandament d'A. Goncharov va inhabilitar un tanc separatista. Ni un sol T-80 es va perdre irremeiablement durant les batalles d'agost.
Pèrdues del batalló de tancs de la 166a Brigada Separada de Fusils Motoritzats de la Guàrdia  va patir almenys 2 pèrdues irrecuperables durant els dos anys de guerra. Se sap, per exemple, que el 24 de febrer de 1995 va ser abatut un tanc T-80 de la brigada 166. El regiment de rifles motoritzats va perdre cinc T-80 irremeiablement durant la guerra. Així, se sap que almenys 25 tancs T-80 es van perdre irremeiablement a la Primera Guerra Txetxena (d'uns 150 participants).
No hi ha casos coneguts de penetració de l'armadura frontal dels tancs T-80. Un dels T-80 va servir fins al final de la guerra, però va ser explotat per una mina i va rebre 18 cops RPG; hi va haver un altre tanc que es va incendiar només després del 19è cop de granades antitanc.
La majoria dels investigadors afirmen que els tancs T-80 no es van utilitzar durant la Segona Guerra Txetxena. Encara que hi ha informació no confirmada a les fonts russes que sí que van ocupar una petita part. Fonts occidentals van afirmar que gairebé 250 tancs T-80 van participar en la segona guerra txetxena.

### Guerra Civil iemenita
El gener de 2015, els tancs T-80BV subministrats per Bielorússia es van utilitzar durant el conflicte armat entre els rebels xiïtes houthis i les forces governamentals al Iemen. Al mateix temps, almenys un tanc va ser destruït, un altre va ser capturat pels rebels. El 2017, la resposta d'emergència es va activar normalment en condicions de combat. L'agost de 2018 es va registrar un cas de destrucció d'un T-80BV per avions de la coalició àrab.

### Invasió russa d'Ucraïna
Utilitzat per ambdues parts. Els experts militars assenyalen que Rússia va usar sense èxit el T-80 durant la invasió, molts T-80, inclosos els tancs de la modificació T-80BVM, van ser abandonats, capturats per les tropes ucraïneses o destruïts mitjançant sistemes de míssils antitanc, artilleria, morters i UAV, inclòs com a resultat de la detonació de munició amb la torreta arrencada.
Els tancs T-80U i T-80BV van ser fets servir per la 4a Divisió de Tancs de la Guàrdia (Kantemirovskaya) durant la invasió russa d'Ucraïna. La divisió operava a les regions de Khàrkiv, Sumi i Txernihiv, va participar en les batalles de Trostianets, d'on va ser expulsada per la 93a Brigada d'Infanteria de les Forces Armades d'Ucraïna. Durant les batalles, la divisió de tancs de Kantemirovskaya va patir grans pèrdues, i a finals de març es va retirar del territori de les regions de Sumi i Txernihiv d'Ucraïna.
Per fonts Oryx han calculat que durant el conflicte, el bàndol rus ha perdut en total 1167 tancs T-80 de totes les variants, dels quals 862 són destruïts i 163 són capturats, la major part són T-80BV. El bàndol Ucraïnes ha perdut en total 80, dels quals 59 són destruïts i 13 capturats, tots de la variant T-80BV.
Després de la retirada del 1r Exèrcit de Tancs de la Guàrdia, del qual forma part la 4a Divisió, des de prop de Kíiv, dos regiments de la 4a Divisió van ser redistribuïts a la direcció de Khàrkiv. Durant la contraofensiva de les Forces Armades d'Ucraïna a la regió de Khàrkiv al setembre, la divisió Kantemirovskaya es va retirar d'allà, després de la qual cosa només les pèrdues confirmades visualment de tancs T-80U van ascendir a més de 90 unitats, és a dir, tot un regiment de tancs. Segons l'Institut Internacional d'Estudis Estratègics, durant l'any de la invasió, Rússia va perdre 2/3 de la flota T-80BV/T-80U d'abans de la guerra, i la mateixa divisió es va esmentar específicament que havia patit grans pèrdues i va perdre el seu combat.